# Byasa polla
Byasa polla är en fjärilsart som först beskrevs av De Nicéville 1897.  Byasa polla ingår i släktet Byasa och familjen riddarfjärilar. Inga underarter finns listade i Catalogue of Life.

## Bildgalleri

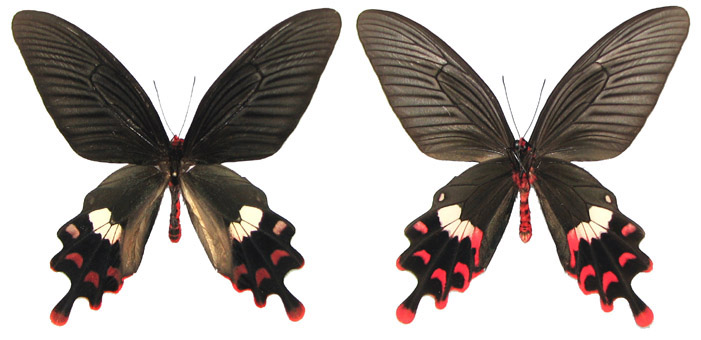
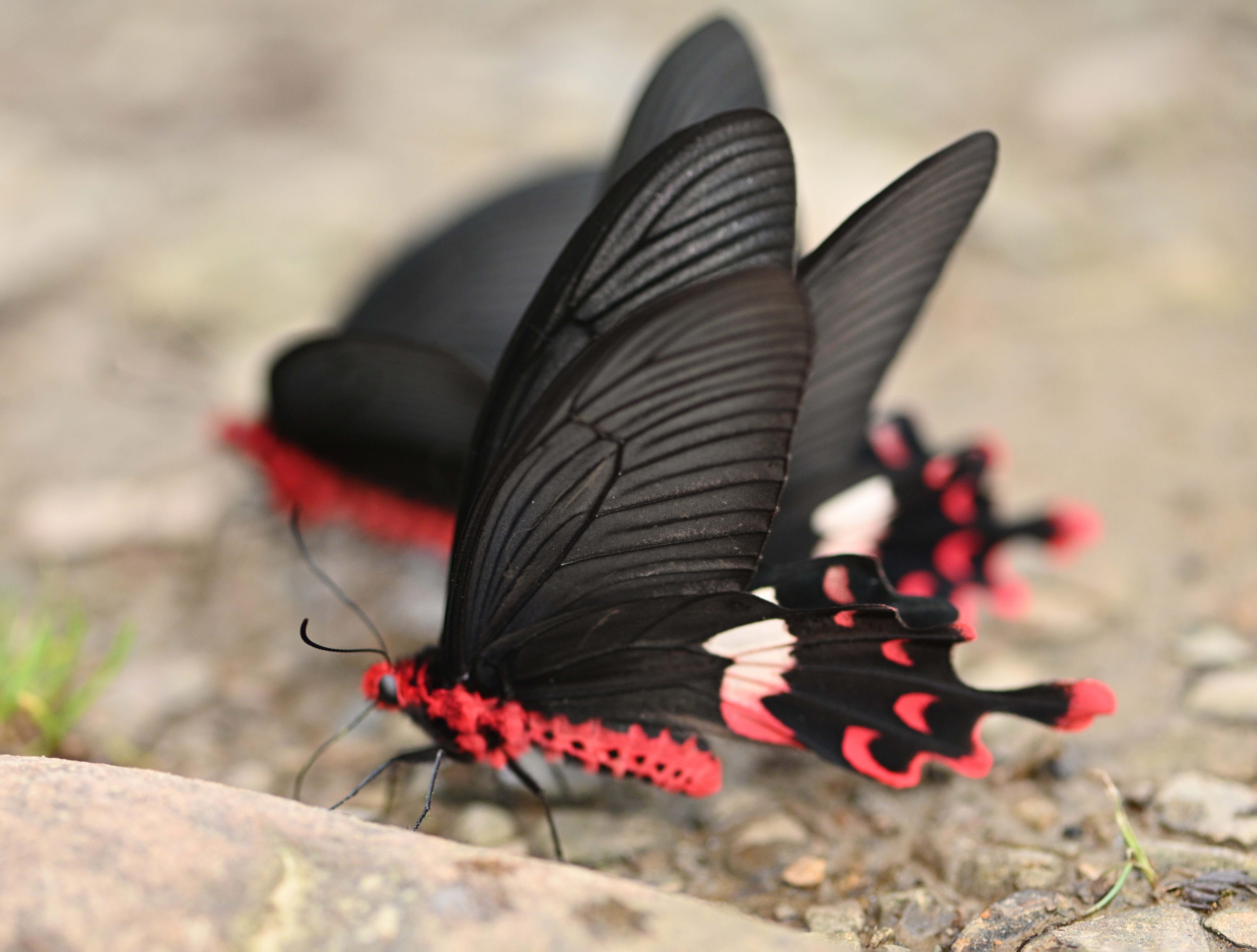